# Georges Adwan
Georges Dżamil Adwan (ur. 15 września 1947 w Dajr al-Kamar) – polityk libański, maronita, członek władz Sił Libańskich, z wykształcenia jest prawnikiem. W przeszłości był jednym z przywódców prawicowej formacji chrześcijańskiej, Al-Tanzim. W 2005 oraz ponownie w 2009 został deputowanym do Zgromadzenia Narodowego, reprezentującym okręg Szuf.